# Whitney Stevens

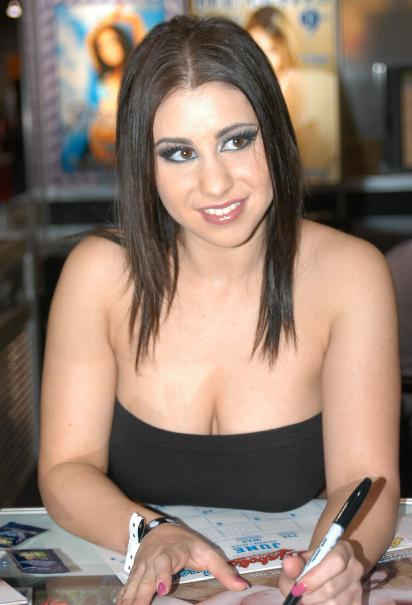
Whitney Stevens, 2007

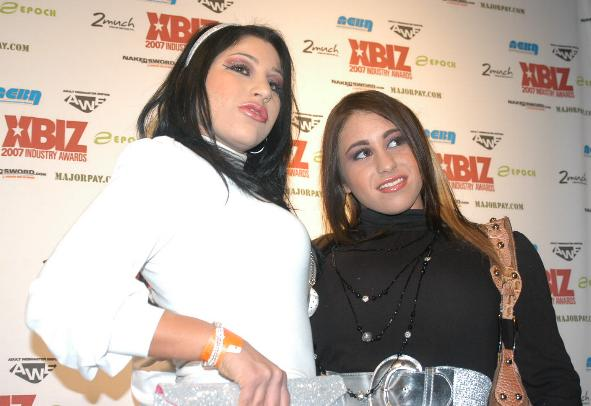
Whitney Stevens (rechts) mit ihrer Schwester Britney Stevens bei den XBIZ Awards 2007

Whitney Stevens (* 25. August 1987 als Melissa Hoffman in Panama) ist eine US-amerikanische Pornodarstellerin und Model. Zusammen mit ihrer Schwester Britney Stevens gehört sie zum bekanntesten Schwesternpaar der Branche.

## Leben
Whitney Stevens wurde in Panama geboren, wuchs aber in Palm Springs auf. Sie wurde von ihrer älteren Schwester überzeugt, in das Pornogeschäft einzusteigen.
Stevens begann ihre Karriere im September 2006 im Alter von 19 Jahren. Seitdem hat sie laut IAFD in 234 Filmen mitgespielt, unter anderen war sie in den ausgezeichneten Serien Big Wet Tits 7, This Ain’t Munsters XXX und Boob Bangers 4 zu sehen.
Auch im Internet-Segment ist sie aktiv, so existieren zum Beispiel 9 Szenen bei Bangbros und 12 Szenen bei Brazzers.
Stevens war in der Kategorie Cream Dream bisher zweimal für den XRCO Award nominiert.

## Filmografie (Auswahl)
- Jack’s POV 5 & 10
- Big Wet Tits 7
- This Ain’t Munsters XXX
- Breast Worship 1
- Boob Bangers 4
- Asses of Face Destruction 4 & 5

## Auszeichnungen & Nominierungen
- 2007: XRCO Award Nominierung – Cream Dream
- 2008: XRCO Award Nominierung – Cream Dream
- 2008: Adam Film World Award Gewinner – Big-Boob Babe of the Year[1]